# Левада (станція метро)
«Левада» — станція Холодногірсько-Заводської лінії Харківського метрополітену, що розташована між станціями «Майдан Конституції» та «Спортивна». Відкрита 23 серпня 1975 року.
Виходи зі станції ведуть до центрального автостанції №1 Харкова, до приміського залізничного вокзалу Харків-Левада. Пересадка на тролейбусні маршрути № 3, 5, 6, 49, 58, 59 та міські й приміські автобуси.

## Розташування
Станція розташована в центральній частині міста, неподалік початку тоді ще проспекту Гагаріна. Станція обслуговує житловий район Левада та є частиною великого транспортного вузла. Виходи до міста через підземні переходи до залізничного вокзалу «Харків-Левада», автостанції №1, до Аерокосмічного проспекту, на вулиці Вернадського та Георгія Тарасенка, Гімназійну набережну, до зупинок автобусів, тролейбусів та маршрутних таксі.
Пасажиропотік на станції досить великий. Один з її виходів веде до приміського залізничного вокзалу Харків-Левада. Поруч знаходиться Центральний міжміський автовокзал, звідки прямують міжміські автобуси, що сполучають Харків з багатьма містами України та зарубіжжям. Поблизу станції метро розташовані зупинки тролейбусів та автобусів, які підвозять до станції жителів південних околиць міста. Станцією користується безліч жителів районів вул. Одеської та Аеропорту, куди метро досі не прийшло.

## Історія
Проєктна назва станції — «Харків-Левада», за назвою розташованої біля місця майбутньої залізничної станції Харків-Левада. Саме під цією назвою вона фігурувала на спільному засіданні бюро Харківського міськкому КПУ та виконкому міської ради трудящих 31 грудня 1965 року, щодо затвердження «Архітектурно-планувального завдання на майбутнє будівництво в Харкові першої черги метро». Було підготовлене відповідне назві станції оформлення з елементами українського народного мистецтва та оригінальними розписами. На колійних стінах станції мали красуватися мозаїки із зображенням українських польових трав й квітів, але це не сподобалося партійному керівництву Харківської області (зокрема секретарю з ідеології Миколі Сіроштану), тому перед відкриттям станції її архітектурне оформлення було знищене, а замість нього з'явилася досить стандартне оздоблення колійних стін.
Станція була однією з перших восьми станцій, які були введені в експлуатацію 21 серпня 1975 року, проте вже під назвою «Проспект Гагаріна».
Станція споруджувалась відкритим способом на невеликій глибині, за типовим проектом для колонних станцій. На проспекті Гагаріна (нині Аерокосмічний проспект) було вирито котлован, в якому будівництво станції виконувалось із збірних залізобетонних елементів, які виготовлялися на заводі залізобетонних конструкцій Харківметробуду. Спорудження котловану ускладнювалося тим, що він примикав упритул до будов по обидва боки проспекту, і його простір був обмежений.
Те, що тут метробудівники зіткнуться з дуже важкими гідрогеологічними умовами та зустрінуть велику кількість підземних вод, не було новиною – по суті станція розташована в стародавньому руслі руки Лопань. При розкритті котловану бульдозер легко засмоктало в грунти, і його довелося вилучати за допомогою потужного крана. Без застосування установок водозниження тут, як кажуть, «і кроку не можна було ступити». Під час будівництва станції було пробурено 48 свердловин по периметру котловану, встановлено чотири глибинні насоси, кожен з яких відкачував із ґрунтів по 100 м³ води на годину.
На станції для гідроізоляції залізобетонних елементів конструкції застосовувався склобіт, що виготовляється на руберойдних машинах зі скловати та спеціального розчину-мастики. Однак поставки склобіту були нерегулярними і зривалися, тому значну частину робіт з гідроізоляції виконали за допомогою так званого гідроізолу (звичайний бітум і руберойд).
Основна частина тунелів була пройдена за допомогою кесонного способу ведення робіт, що підходить для найбільш складних геологічних умов. При проходженні найбільш складної ділянки під дном річки Харків пішли на хитрість: щоб не переносити шлюзові апарати з уже пройденого лівого тунелю перегінного, просто вийшли з лівого тунелю на вісь правого, проклали горизонтальну штольню і спорудили бетонну перегородку в лівому. А для того, щоб пройти найскладнішу і обводнену ділянку під річкою Харків, довелося застосувати метод заморожування ґрунтів із поверхні.
Для водозниження при будівництві використовувалися і так звані «зумпфи» – відстійники для збору підземних вод, розташовані нижче за тунелі. Однак їх виявилося недостатньо, оскільки ґрунти в цьому місці мають низький коефіцієнт фільтрації. По-справжньому виявилася корисною установка забійного водозниження, яка вже застосовувалася під час будівництва станцій «Центральний ринок» та «Радянська». Тунелі на прилеглій до станції території завдяки невеликій глибині будували відкритим способом із цільних залізобетонних секцій замість традиційних тюбінгів.
Незважаючи на первісну назву, станція не була розташована на проспекті Гагаріна (нині Аерокосмічному), оскільки в 2004 році пробивка колишнього проспекту Гагаріна між Мовчанівським провулком та вулицею Гамарника (сучасний — провулок Подільський) була названа вулицею Вернадського, а сам проспект починається від майдану Героїв Небесної Сотні (колишній — майдан Руднєва), звідки прямує до автостанції «Левада», а потім до Міжнародного аеропорту «Харків» й далі до межі міста. Вулиця, з якої згодом виріс проспект, з'явилася ще XVII столітті як дорога на Зміїв. У 1876 році вулиця була вимощена кам'яним покриттям. Основна забудова проходила за радянських часів, коли з'явилися завод «Оргтехніка», панчішна та ювелірна фабрики, завод дорожніх машин, м'ясокомбінат та інші промислові підприємства. У 1930 році на південній околиці вулиці було збудовано аеропорт. 1961 року вулиця отримала назву проспект Гагаріна, після чого почалася її масова забудова житловими будинками.
Льотчик-космонавт Юрій Олексійович Гагарін відомий кожному як перша людина у світовій історії, яка здійснила політ у космос. 12 квітня 1961 року Гагарін здійснив політ у космічний простір тривалістю 108 хвилин у космічному кораблі «Схід» з космодрому «Байконур». Цей політ викликав величезний інтерес у всьому світі, принісши Гагаріну світову популярність і започаткувавши підкорення космосу людиною.
Сучасну назву має з 26 липня 2024 року. Походження слова Левада грецьке і означає ділянку річкової долини, пасовищу, присадибну ділянку землі із сінокосом, городом та плодовим садом чи іншими деревами. Як відомо з геології місцевості та розташування даного району - все це цілком відповідає істині. Вирішальний вплив зробив залізничний вокзал, що знаходиться поруч, що носить назву Харків-Левада.

## Технічна характеристика
Колонна трипрогінна станція мілкого закладення з острівною прямою платформою. На схід від станції з обох колій є службово-сполучна гілка, що веде до станції «Метробудівників» Олексіївської лінії Харківського метрополітену, внаслідок чого за необхідності станція може використовуватися як оборотна.

## Оздоблення
Конструктивне оформлення відповідає типовому проекту колонної трипролітної станції. Оформлення станції дуже просте і поєднує білі та темно-сірі тони. При цьому станція замислювалася зовсім не такою, якою її відвідувачі можуть бачити. У 2024 році Харківська обласна військова адміністрація повернула станції назву Левада, яка планувалася ще з перших проєктів та була замінена незадовго до завершення будівництва; саме ж проєктне оформлення навряд чи буде відновлено.
Колійні стіни станції «Левада» облицьовані білим мармуром «Коелга» уральського родовища. Невеликі фрагменти та цоколь колійних стін викладені з темно-сірого мармуру. Внизу нанесена смуга із чорної фарби. Прямокутні колони також облицьовані мармуром білого кольору та мають невеликі вертикальні прорізи посередині кожної грані. Вестибюлі з’єднані з платформами станції короткими сходами, для обробки яких були використані самі матеріали. Підлога станції «Левада» викладена з гранітних плит світло-сірого кольору. Квадратні області за периметром колон викладені чорним лабрадоритом.
Історія втілення розпочалася з того, що архітектор Павло Чечельницький запропонував своєму колезі Володимиру Співачуку розробити проект станції в кераміці. Для цього було організовано конкурс, за результатами якого було запрошено художників Петра Ганжа та Юрія Старостенка, які й намалювали майбутнє художнє оформлення для колійних стін, а також засновники харківської школи вітража, подружжя Олександр Пронін та Галина Тищенко. Незважаючи на прихильність до різних художніх жанрів та натягнуті відносини між собою, Петро та Юрій створили відмінну спільну роботу.
Згідно з проектом, станція мала бути облицьована кольоровою керамічною плиткою, на якій в етнічному стилі зображені українські польові трави, квіти та злаки, а в торцях платформи над сходами передбачалося встановити вітражі на ту саму тематику. Проект був сприйнятий на ура, затверджений та схвалений в інстанціях у Києві та Москві. І ось коли будівництво станції вже наближалося до завершення, і більшість конструкцій вже була фанерована, сталося несподіване. На засіданні харківського облвиконкому його голова піддав проект станції різкій критиці і виступив із вимогою його переробити, мотивуючи це тим, що в оформленні присутні волошки, які є «шкідниками наших полів».
Один із секретарів міськкому партії був ще більш категоричним, оголосивши сам проект станції та його оформлення націоналістичним, хоча таке твердження є ipso facto абсурдним. Коли творці станції зрозуміли, що саме сталося, то не могли миритись із цим. На їхнє клопотання відбулося спеціальне засідання на містобудівній раді, де архітектори та художники хотіли відстояти своє дітище. Однак здоровий глузд зазнав нищівної поразки, і після закінчення архітектори Співачук та Чечельницький почули висновок: «Ще одна подібна ініціятива – і в Харкові ви жити не будете!».
Після цього творцям станції нічого не залишалося робити, як стежити за тим, що облицювання станції збивають відбійними молотками. Потрясіння деяких будівельників було таке велике, що вони не змогли стримати своїх сліз. Тому станція і отримала таке скромне оформлення – колійні стіни довелося облицьовувати однотонними мармуровими плитами, оскільки на розробку та реалізацію нового проекту просто не залишалося часу. А щодо авторів вітражів, то їм було оголошено, що станція називатиметься «Проспект Гагаріна», і всю вже виконану роботу зі створення вітражів доведеться починати заново, присвятивши їх тематиці космосу і першій людині, яка в ньому побувала.
Таке рішення було дуже дивним ще й тому, що на той момент сам проспект Гагаріна не був тим об'єктом, яким доречно називати станцію метро - він майже повністю складався з одноповерхових будинків приватного володіння і не являв собою жодної архітектурної цінності. Саме відкриття станції метро послужило поштовхом до масової забудови проспекту.
При всій простоті оформлення станції вона має і свою прикрасу – добре помітні вітражі площею 18 м² кожен, що знаходяться над сходами, що ведуть на платформу. Вони були реконструйовані у 2011 році, до 50-річчя польоту першої людини до космосу. Їхніми авторами є засновники харківської школи вітражу, подружжя Олександр Пронін та Галина Тищенко. Вітражі розкривають тематику освоєння космосу людиною, польоту першої людини, яка побувала у космосі – Юрія Гагаріна. На жаль, підсвічування у наші дні не працює, лампи давно перегоріли і їх ніхто не змінює, а без цього оцінити красу вітражів важко. Спочатку автори запропонували дещо інший варіант реалізації.
На першому вітражі мав бути космонавт взагалі (не Гагарін зокрема), а на другому показано історію розвитку космонавтики як науки з відображенням ключових подій – запуск першого супутника, собаки у космосі тощо. Вказівки підкоригувати тематику надійшли зі штабу з будівництва метрополітену. Щоб втілити у кольоровому склі образ Гагаріна, автора Галину Тищенко навіть відрядили до Зоряного містечка у Москві для бесід із тамтешніми космонавтами та вивчення архівних матеріалів. За красою кольорового скла мало хто здогадується, яку титанічну роботу треба зробити для їх створення.
Вітражі виготовлені з литого скла у техніці пласт-цементу: шматки скла спікаються разом шляхом випалу в печі при температурі близько 1 500 градусів, потім забарвлюються у необхідний колір. Для підтримки блоків із кольорового об'ємного стела застосовувався залізобетон. За її створення було використано майже 13 тисяч шматочків різнокольорового скла та виготовлено 1 680 блоків. Через свою зайнятість у сфері освіти та з інших причин, робота зі створення вітражів практично повністю проходила в нічний час. Власне монтаж вітражів на їх місце розташування проходив уже в ніч на 23 серпня 1975 року, останнім часом перед відкриттям метрополітену.
Ще одна невелика особливість станції – форма вентиляційних ґрат у вестибюлі.

## Цікаві факти
- Вже під час спорудження конструкцій станції рівень підземних вод став підвищуватися, і при вимірах виявилося, що рівень платформи станції на 14 см вищий за розрахунковий. Щоб повернути рівень платформи у колишнє положення, на конструкцію станції уклали навантаження у вигляді додаткових залізобетонних плит.